# 張若獬
張若獬（17世紀—17世紀），字義生，號宿松，山東萊州府膠州人，明朝、南明政治人物。

## 生平
張若獬是崇禎四年進士張若麒之兄，在崇禎三年（1630年）中舉人，七年（1634年）成進士，户部觀政，八年獲授河間知縣，任內弭盜安民：十三年考最遷官南京戶部浙江司主事，十四年升山西司郎中，本年升河南佥事徐淮道。弘光時擢為山東淮徐道僉事、督漕河防，有不少功勞。南明滅亡，他棄官歸隱在膠州南旃檀菴終老。

## 引用
1. 1 2  錢海岳《南明史·卷三十五·列傳第十一》：（弘光）時南直司道：……張若獬，字義生，膠州人。崇禎七年進士。歷河間知縣、南京戶部主事、淮徐僉事，督漕防河，歸。
2. ↑  道光《膠州志·卷十·表九·明選舉》：舉人……崇禎 三年 庚午科……張若獬 熙子，見進士
3. ↑  《崇祯七年甲戌科进士三代履历便览》：张若獬，曾祖嘉真，寿官；祖弘范，庠生；父熙，庠生。宿松，礼记一房，丙午年六月二十四日生，莱州府胶州人，庚午乡试，会二百四十八名，三甲一百五十六名，户部观政，乙亥授河间知县，庚辰升南户部浙江司主事。辛巳升山西司郎中，辛巳升河南佥事徐淮道
4. ↑  道光《膠州志·卷二十五·傳五·明人物事功文苑》：張若獬，字義生，熙子，舊志（云）崇禎七年進士，授北直河間知縣，弭盜安民。考最遷南京戶部主事，擢淮徐道按察僉事督漕河防，多著勞績。明亡，棄官歸隱於州南旃檀菴以終。